# Shopkick
Shopkickは来店時に利用者が報酬を得られるスマートフォンやタブレット向けのアプリを開発している会社であり、シリコンバレーに本社を構えている。

## 概要
利用者は加盟店舗の来店時、またはバーコードまたはQRコードを商品購入時に所有端末のカメラで読み取った際に"キック"と呼ばれるポイントが付与される。このアプリは、iOS（iPhone及びiPad）とAndroidで利用可能である。
キックは、ギフトカードやiTunesの音楽ダウンロード、映画券、Facebook Creditsなど様々な用途に交換ができ、利用者は加盟店を活用することで多様な割引が得られる。オールド・ネイビー、アメリカン・イーグル・アウトフィッターズ、メガスポーツ、トイザらス、ターゲット・コーポレーション、メイシーズ、ベスト・バイなどが提携しており、 レブロン、ウォルト・ディズニー・カンパニー、リーバイス、ヒューレット・パッカード、プロクター・アンド・ギャンブル、ユニリーバを含めた各ブランド70社が後援している。
利用者がアプリを使用して商品を購入した場合、手数料収入が運営側に得られる。2013年7月23日に利用者がアプリを使用して製品を購入できるようアプリ内での購入機能を提供した。
2012年にエーシーニールセンに最も広く使用され最も魅力的なショッピングアプリであると認定されたほか、同年に提携会社から収入の2億ドルの売上が入り、同年第4四半期に初めて黒字になった。

## 技術
他の地理関連アプリとは異なりGPSの三角測量を使用していない理由としてGPSの不正確性を挙げており、代わりにアプリ起動時に利用端末が各提携店舗の発する非常に正確な固有の非可聴域音波信号を検出する機能を搭載した。信号が検出されると利用者が来店時、試着時、バーコード読み取り時等にアプリによりポイントを発行する。音波信号発信の際にはネット接続は不要で電力のみ必要な小さな送信機か店舗内既存放送設備を通して放送する。